# 桂春
桂春（1856年—？），满洲正蓝旗人，富察氏，字月亭，清朝末年官员。光绪八年翻譯举人出身。

## 生平
桂春于光绪二十四年（1898年）由山东粮道升任甘肃按察使，同年十二月十六日以候補三品京堂充總理衙門大臣。1899年授太常寺卿。1900年任内阁学士，并被任命为使俄兼使奥大臣，但未到任。遂改任礼部右侍郎，旋即改任戶部左侍郎，仍任總署大臣。1902年他任仓场侍郎。宣统三年（1911年），他调绥远城将军，该年闰六月署民政部大臣。袁世凯获得起用后，不久即去职。后他曾和良弼等结宗社党。辛亥革命爆发后，因在北京散布旗人将大杀汉人且有排汉的谣言被清政府革职。中华民国成立后去世。

## 家庭
- 子：振林，辅仁大学文学学士。
- 女：嫁正黄旗满洲瓜尔佳氏寶寯。[3]